# 二硫代磷酸钠
二硫代磷酸钠是一种硫代磷酸盐，化学式为Na3PS2O2，尽管它通常以水合物的形式存在，它的市售品也有一定浓度的溶液。它是一种无色的化合物，但如果存在杂质则会变暗。它可用于帮助从矿石中分离钼。

## 制备
二硫代磷酸钠可由五硫化二磷在碱性条件下的多步水解得到：
P2S5  +  6 NaOH   →   2 Na3PO2S2  +  H2S  +  2 H2O
产物以水合物Na3PO2S2·11H2O的形式析出。它易水解，尤其是当溶液加热的时候：
Na3PO2S2  +  2 H2O   →   Na3PO3S  +  H2S

## 应用
二硫代磷酸钠可用作筛选辉钼矿含量的浮选剂，其通常称作“Nokes试剂”。由于这种盐通过五硫化二磷与氢氧化钠的反应生成，通常会含有多种硫代磷酸盐以及其氧化产物。辉钼矿颗粒通常是疏水的，但在该盐存在下会变得亲水。在这种情况下，Nokes试剂被称为“抑制剂”，因为它抑制了固体的浮选趋势。